# 笑点 大博覧会 DVD-BOX
『笑点大博覧会DVD-BOX』（しょうてんだいはくらんかいでぃーぶいでぃーぼっくす）は、『笑点』40周年記念として2005年（平成17年）11月23日に発売されたDVD。製作･発売元は日テレアックスオン。

## 概要
『笑点』40年の歴史が5巻に分けて収録されている。

## 出演者
立川談志・前田武彦が司会を務めた時代の映像は日本テレビに現存していないため、このDVDには三波伸介時代以降の映像のみを収録。

### DVD全体の進行役（発売当時の笑点メンバー）
- 5代目三遊亭圓楽
- 桂歌丸
- 林家木久蔵(現:林家木久扇)
- 三遊亭好楽
- 三遊亭小遊三
- 三遊亭楽太郎（後の6代目三遊亭円楽）
- 林家たい平 - 発売当時は師匠のこん平が休演していた為の代理メンバーとして出演していた。発売翌年に正式にメンバーとなる。
- 山田隆夫

### 過去のVTRに登場する歴代笑点メンバー
- ずうとるび
- 三遊亭小円遊
- 林家こん平-発売当時は休演扱いで正式には降板していなかったが、発売翌年に正式に降板。
- 三波伸介
- 松崎真
- 三遊亭円窓
- 三笑亭夢之助
- 桂才賀
- 愛川欽也

### ナレーター
- 石塚運昇

## 各巻概要
収録されている大喜利は大幅な編集がなされているものが多く、一部の答えや挨拶部分等がカットされているものが見受けられる。また、三波時代途中まで本編中に挿入していたCMテロップにはモザイク処理がされている。

### 1巻目 爆笑大喜利・40年の歩み~上巻~
三波伸介・愛川欽也司会の大喜利が収録されている。
笑点メンバー
- 初代三波伸介
- 5代目三遊亭圓楽
- 桂歌丸
- 4代目三遊亭小圓遊
- 6代目三遊亭圓窓
- 林家こん平
- 初代林家木久蔵
- →   林家九蔵
- 三笑亭夢之助
- 三遊亭楽太郎
- 古今亭朝次（現：7代目桂才賀）
- 松崎真
- 愛川欽也

収録内容
1. ごあいさつ
2. 笑点の歴史
3. 浅草大喜利（1973年（昭和48年）8月26日放送）（第369回）
浅草寺で日本テレビ開局20周年を記念して開催されたもので、現在『笑点』の映像で残っているものでは一番古い。収録されているのは大喜利のみだが、この他にも往年の演芸界の大物らも集まって行われた座布団供養や、笑点メンバーが花魁に扮して仲見世を練り歩くイベントもあった（放送では三波・下記の通り足を骨折していた5代目円楽・談志が実況していた）。
同年7月29日に座布団10枚で胴上げをされるが転落し5代目円楽は足を骨折している。
3問目はちびっ子大喜利のメンバーと組んでおり、5代目圓楽と組んでいるのは山田隆夫である。
4. ある冬の日の大喜利（1975年（昭和50年）2月9日放送）
現存しているレギュラー大喜利で後楽園ホールで収録した映像で一番古いもの。
5. 10周年記念大喜利（1976年（昭和51年）8月22日放送）
『笑点』放送10周年と放送回数500回を記念し、京王プラザホテルにて収録したもの。
6. 圓楽卒業記念大喜利（1977年（昭和52年）3月27日放送）
5代目圓楽が落語に専念するため、番組卒業を記念した大喜利。
7. サンフランシスコ大喜利（1978年（昭和53年）4月30日〜5月7日放送）
日本テレビ放送網開局25周年を記念して、初の海外収録をしたもの。
8. ハワイ大喜利（1980年（昭和55年）10月5日〜10月12日に放送）
『笑点』放送15周年を記念したもの。
初回放送日である10月5日未明に小圓遊が巡業先の山形県内で急逝したため、これが小圓遊の最後の大喜利になった。
9. 三波伸介・最後の大喜利（1982年（昭和57年）12月26日放送）
年忘れ大喜利大会。
三波が亡くなる4日前の12月4日に収録したもので、これは笑点メンバーが若手大喜利のメンバーと共に出演した。歌丸・こん平・楽太郎は、弟子又は弟弟子と組んでいるため、座布団が2枚から始まっている。
  - 司会：三波伸介
  - 林家九蔵・月の家かがみ（現：2代目橘家蔵之助）
  - 林家こん平・林家こぶ平（現：9代目林家正蔵）
  - 桂歌丸・桂歌はち（現：桂歌春）
  - 古今亭朝次・桂竹丸
  - 三遊亭楽太郎・三遊亭貴楽
  - 林家木久蔵・古今亭菊之助（現：古今亭菊丸）
  - 座布団運び：松崎真・林家電蔵
10. 鶴亀大喜利（1983年（昭和58年）1月2日放送）
1問目の途中まで収録されている。
DVDでは鶴組の出演部分のみ画面も小さく、引きの映像でも笑点メンバーのみをアップにしているため、画像が荒い。
  - 司会：愛川欽也 - 前年12月8日に三波が急死したため、代理で大喜利司会を担当。結局1回限りで、この次の放送回から5代目円楽が復帰した。愛川が亡くなった時の日本テレビの情報番組でもこのDVDの映像が紹介された。
  - 鶴組 - 全員上方噺家であるが、DVDではその出演部分が全てカットされている。
  - 亀組
    - 桂歌丸
    - 林家九蔵
    - 三遊亭楽太郎
    - 林家木久蔵
    - 古今亭朝次
    - 林家こん平

  - 座布団運び：松崎真（亀組） - 鶴組の座布団運びは、上述した出演部分が全てカットされているため不明。
11. 結びのひとこと

### 2巻目 爆笑大喜利・40年の歩み~下巻~
5代目三遊亭圓楽司会の大喜利が収録されている。
笑点メンバー
- 5代目三遊亭圓楽
- 桂歌丸
- 林家こん平
- 林家木久蔵
- 三遊亭好楽
- 三遊亭小遊三
- 三遊亭楽太郎
- 7代目桂才賀
- 山田隆夫

収録内容
1. ごあいさつ
2. 金字塔!1000回記念大喜利（1985年（昭和60年）12月22日放送）
『笑点』放送1000回と間近となった放送開始20周年を記念したもの。10周年時と同様に京王プラザホテルから放送した。
この回は、大喜利が6人制になってからは初めての3対3のチーム対抗戦形式だった。
  - 司会：5代目三遊亭圓楽
  - こん平チーム
    - 林家こん平
    - 三遊亭楽太郎
    - 7代目桂才賀

  - 歌丸チーム
    - 桂歌丸
    - 林家木久蔵
    - 三遊亭小遊三

  - 座布団運び：山田隆夫（こん平チーム）・林家うん平（歌丸チーム）
3. 圓楽節 絶好調!!（1988年（昭和63年）3月6日放送）
5代目圓楽が余りにも調子がいい為、1問目の終わりには歌丸以外の座布団が無い事態が発生してしまった。
1問目のネタはどんな映画には、どんな食べ物が合うかという問題だった。
4. 大喜利 in 伝説の寄席 若竹（1988年（昭和63年）4月3日放送）
若竹開館3周年を記念して収録したもの。
この回からは才賀に代わり好楽が復帰し、以後16年間続いた歴代最長メンバー陣になる。
5. 武道館から生放送!!（1989年（平成元年）8月27日放送）
24時間テレビ内での毎年恒例の生放送。
DVDに収録された通り、当時は座布団一枚につき一万円を寄付するというシーンが放送され、メンバーが募金を嫌がっているともとれるようなやりとりがみられたところを視聴者から「チャリティー番組なのにけしからん」と抗議を受けることとなり、1991年からは大喜利の前に募金を自ら寄付するようになった。
3問目で歌丸がこの放送から3か月後に閉館される若竹の将来を予見するような答えを披露した。
6. ある秋の日の大喜利です…（1991年（平成3年）10月27日放送）
1問目から3問目の途中まで収録されている。
7. お正月・戌年大喜利（1994年（平成6年）1月1日放送）
8. 30周年記念・香港大喜利（1997年（平成9年）4月20日放送）
1問目から2問目の途中まで収録されている。
『笑点』放送30周年を記念した90分放送の特番で、大喜利は通常より1問多い4問だった。
9. クリスマスはあのかぶり物で…（1997年（平成9年）12月21日放送）
3問目のみ収録。トナカイに扮したメンバーが泣きながら、5代目圓楽扮するサンタクロースに不満を訴えるというもの。
途中、歌丸が回答の中でその年の大喜利に登場した被り物を振り返っている。
10. 郵便番号7ケタ改定記念（1998年（平成10年）2月1日放送）
1問目のみ収録。
この回では、5代目圓楽が眼鏡をしている。
11. 史上最短の答え!?&ウソ発見器大喜利（1998年（平成10年）4月12日放送）
1問目に、5代目圓楽が下北半島でロケに行ったときの話をして、それをヒントに作成された問題だと明かした。
3問目で、楽太郎の発言を5代目円楽は全部信じなかった。
12. 年忘れ大盤振る舞い 大喜利問題4連発（1999年（平成11年）12月26日放送）
年末恒例の大喜利大会のため、通常より1問多い4問出題。
1問目はアシスタント出題者として、当時日本テレビアナウンサーだった魚住りえが登場。
13. 20世紀のアルバム（2000年（平成12年）12月10日放送）
3問目のみ収録。
14. ベートーベンの名曲で大爆笑!「運命」（2001年（平成13年）1月14日放送）
2問目のみ収録。
後に恒例化する「笑点・運命」シリーズの記念すべき第1回目である。
15. 大喜利が2問で終わり!?（2001年（平成13年）2月11日放送）
手術退院明けの歌丸の座布団は、歌丸の前に積まれていた。
2問目の最後で、5代目円楽が「はい!この辺で『笑点』お開き、また来週のお楽しみ。ありがとうございました。」（当時の締めの挨拶の定型）と発言するハプニングが起きた[1]。
16. 35周年記念大喜利（2001年（平成13年）5月20日放送）
1問目は、『笑点』放送第1回の大喜利1問目の問題「もしも女がいなかったら」を改めて出題。
3問目は、「笑点35年史」として過去番組であった出来事を振り返った。
17. 笑点流寿限無（2003年（平成15年）10月12日放送）
2問目のみ収録。
当時「にほんごであそぼ」で寿限無が使われ、子供達の間で名前の暗唱遊びが流行っていた。歌丸は問題終了後「円楽さん、こんな問題出さないでよ」と愚痴を溢した。
18. 結びのひとこと

### 3巻目 爆笑大喜利・40年の歩み~スペシャル大喜利~
新春スペシャルなどで行われたスペシャル大喜利が収録されている。
収録内容
1. ごあいさつ
2. ちびっ子大喜利（1975年（昭和50年）1月5日放送）
現存している後楽園ホールで収録した映像で一番古いもの。
  - 司会：三波伸介
  - 山田隆夫
  - 新井康弘
  - 江藤博利
  - 今村良樹
  - 林家小三平（現：9代目林家正蔵） - 新春の特別ゲストとして出演。
  - キャロライン洋子 - 新春の特別ゲストとして出演。
  - 小松まゆみ
  - 溝呂木寿々江
  - 座布団運び：三遊亭楽松（現：三遊亭鳳楽）・林家辰平（現：林家ぎん平）
3. アイドル大喜利（1977年（昭和52年）1月1日放送）
  - 司会：三波伸介
  - 浅野ゆう子
  - 林寛子
  - 新井康弘
  - 江藤博利
  - 今村良樹
  - 山田隆夫
  - 座布団運び：三遊亭楽太郎
4. 鶴亀大喜利（1978年（昭和53年）1月2日放送）
  - 司会：三波伸介
  - 鶴組
    - 6代目笑福亭松鶴
    - 4代目林家小染 - 事故死という末路を遂げたためか、DVDでは出演部分が全てカットされている。
    - 5代目三遊亭圓楽
    - 桂歌丸
    - 3代目三遊亭圓歌

  - 亀組
    - 6代目三遊亭圓生
    - 5代目柳家小さん
    - 4代目桂米丸
    - 4代目三遊亭小圓遊
    - 初代林家三平

  - 座布団運び：林家こん平（鶴組）・林家木久蔵（亀組）
5. 師弟大喜利 自分の師匠と組んで…（1979年（昭和54年）1月7日放送）
  - 司会：三波伸介
  - 師匠チーム
    - 4代目三遊亭圓遊
    - 初代林家三平
    - 三笑亭夢楽
    - 5代目三遊亭圓楽
    - 5代目春風亭柳朝-木久蔵の師匠である8代目林家正蔵（後の林家彦六）は海外旅行中という事で、兄弟子である柳朝が代理で出演した。
    - 4代目桂米丸

  - 弟子チーム
    - 4代目三遊亭小圓遊
    - 林家こん平
    - 三笑亭夢之助
    - 三遊亭楽太郎
    - 林家木久蔵
    - 桂歌丸

  - 座布団運び：松崎真（師匠チーム）・林家錦平（弟子チーム）
6. 師弟大喜利 自分の弟子と組んで…（1999年（平成11年）1月1日放送）
  - 司会：春風亭昇太
  - 5代目春風亭柳昇・春風亭柳八（現：5代目春風亭柳好）
  - 春風亭小朝・五明樓玉の輔
  - 5代目三遊亭圓楽・三遊亭洋楽
  - 8代目橘家圓蔵・橘家亀蔵（現：橘家圓十郎）-他の組み合わせは師匠と弟子の組み合わせだが、この組み合わせのみ大師匠と孫弟子の組み合わせである。
  - 林家こん平・林家たい平
  - 座布団運び：神田北陽（現：3代目神田山陽）
7. スター大喜利（1978年（昭和53年）1月1日放送）
  - 司会：三波伸介
  - 坂本九
  - 夏木マリ
  - 千昌夫
  - 京唄子
  - 宍戸錠
  - 岸ユキ
  - 鳳啓助
  - 座布団運び：東八郎
8. ドレミファ大喜利（1983年（昭和58年）1月2日放送）
  - 司会：林家こん平 - 当初司会を行う予定だった三波が急逝したため、代わりに司会を行った。
  - 高英男
  - 大津美子
  - 田端義夫
  - 近江俊郎
  - 松尾和子
  - 林伊佐緒
  - 座布団運び：ダーク大和
9. 振り袖大喜利（1988年（昭和63年）1月2日放送）
  - 司会：5代目三遊亭圓楽
  - 石野真子
  - 大沢逸美
  - 井森美幸
  - 高見知佳
  - 林葉直子
  - マリアン
  - 座布団運び：山田隆夫
10. アナウンサー大喜利 四連発
  - 花のアナウンサー大喜利（1984年（昭和59年）1月1日放送）
    - 司会：5代目三遊亭圓楽
    - 小林完吾
    - 荻原弘子
    - 徳光和夫
    - 深堀恵美子
    - 今井伊佐男
    - 木村優子
    - 座布団運び：桂歌丸

  - ズームイン!!朝!アナウンサー大喜利（1984年（昭和59年）11月25日放送）
    - 司会：5代目三遊亭圓楽
    - 清田精二 - 放送当時は福井放送アナウンサー。
    - 万屋満紀 - 放送当時山口放送担当だったローカルタレント。
    - 辛坊治郎 - 放送当時は讀賣テレビ放送アナウンサー。同局報道局解説委員長を経て現在はフリージャーナリスト。
    - 脇田義信 - 放送当時は広島テレビ放送アナウンサー。
    - 徳光和夫- 放送当時は日本テレビ放送網アナウンサー
    - 中村真弓 - 放送当時は熊本県民テレビアナウンサー。
    - 植松修幹 - 放送当時は西日本放送のアナウンサーで、現在はフリーアナウンサー兼讃岐うどん店を経営。
    - 小澤一彦 - 放送当時は鹿児島テレビ放送（この当時はフジテレビ系列とのクロスネット）のアナウンサーで、その後テレビ静岡に転属。
    - 座布団運び：山田隆夫・林家うん平

  - 日本テレビ花の女子アナウンサー大喜利（1994年（平成6年）1月1日放送）
    - 司会：5代目三遊亭圓楽
    - 鷹西美佳
    - 笛吹雅子
    - 米森麻美
    - 藪本雅子
    - 大神いずみ
    - 座布団運び：金原二郎

  - アナウンサー大喜利（1997年（平成9年）3月23日放送）
    - 司会：三遊亭小遊三・三遊亭楽太郎
    - 福澤朗
    - 笛吹雅子
    - 森富美
    - 古市幸子
    - 藤井恒久
    - 羽鳥慎一
    - 座布団運び：山田隆夫・林家うん平
11. 結びのひとこと

### 4巻目 笑点演芸傑作選
番組の前半に放送される演芸コーナーから、漫才・マジック・落語などが収録されている。
収録内容
1. ごあいさつ
2. 海老一染之助・染太郎（1986年（昭和61年）6月1日放送）
3. 春日三球・照代（1987年（昭和62年）1月25日放送）
4. マギー司郎（1989年（平成元年）11月5日放送）
5. コロムビア・トップ・ライト（1989年（平成元年）11月26日放送）
6. 牧伸二（1986年（昭和61年）6月1日放送）
7. 夢路いとし・喜味こいし（1987年（昭和62年）5月24日放送）
8. 早野凡平（1987年（昭和62年）9月6日放送）
9. レツゴー三匹（1987年（昭和62年）3月29日放送）
10. 東京コミックショウ（1989年（平成元年）2月26日放送）
11. 内海桂子・好江（1987年（昭和62年）10月11日放送）
12. 堺すすむ（1989年（平成元年）1月19日放送）
13. おぼん★こぼん（1987年（昭和62年）5月31日放送）
14. チャーリーカンパニー（1988年（昭和63年）10月2日放送）
15. 3代目江戸家猫八・江戸家小猫（現：4代目江戸家猫八）（1987年（昭和62年）2月1日放送）
16. 星セント・ルイス（1987年（昭和62年）1月25日放送）
17. ナポレオンズ（1987年（昭和62年）2月8日放送）
18. ケーシー高峰（1998年（平成10年）10月4日放送）
19. 5代目柳家小さん（1976年（昭和51年）10月14日放送）
20. 6代目三遊亭圓生（1977年（昭和52年）1月23日放送）
21. 結びのひとこと

### 5巻目 笑点蔵出し傑作選~座布団十枚&特典映像~
収録内容
座布団10枚賞品の名場面集や秘蔵映像・歴代オープニング集が収録されている。
1. ごあいさつ
2. 座布団十枚「海外旅行編」
  - ギリシャで聖火ランナー!?（1975年（昭和50年）9月7日〜9月14日放送）
  - パラオで落語会!?（1999年（平成11年）6月20日〜6月27日放送）
  - バリ島で楽太郎の腹が白くなる!?（2004年（平成16年）4月25日放送）
3. 座布団十枚「仰天賞品編」
  - 徳川御埋蔵金が賞品!?（1991年（平成3年）12月15日放送）
  - 豪華!!サザエ三昧!?（放送日不明）
  - 新幹線から見えるドデカイ看板!?（1999年（平成11年）1月24日放送）
  - 歌丸 電車ジャック!?（1987年（昭和62年）11月22日放送）
  - 究極の岩清水って一体!?（1992年（平成4年）5月10日放送）
4. 座布団十枚「美女と○○編」
  - 外国人美女のヌードが描ける!?（1971年（昭和46年）頃放送）
  - 美人女将と…!?（1974年（昭和49年）頃放送）
  - 美女と遊園地デート!?（1975年（昭和50年）9月28日放送）
  - 美女と茶つみ!?（1993年（平成5年）5月23日放送）
  - 美女とクイーンエリザベスⅡで一夜を共に!?（1989年（平成元年）5月21日放送）
5. 座布団十枚「番外・対決編」
  - こん平・小遊三 川中島決戦!（1995年（平成7年）4月16日放送）

小遊三が武田信玄 、こん平が上杉謙信に扮し、ご祝儀をかけて卓球対決を行う。この対決では小遊三が勝利しており、そのあとにご褒美として信玄公祭りに足軽役で参加した(ちなみに、この時の信玄役は渡哲也)[2]。なお、本放送で流れたこん平が影武者作戦を行いご祝儀を奪うシーンはカットされている。
  - 歌丸・木久蔵 マラソン決戦!（1983年（昭和58年）10月23日放送）
6. 特典映像「海外編」
  - サンフランシスコ・ケーブルカークイズ（1978年（昭和53年）4月30日放送）
  - ハワイ・アロハウィークパレード（1980年（昭和55年）10月5日放送）
  - ハワイ・フラダンスに挑戦!（1985年（昭和60年）12月22日放送）
  - 香港2階建てバス雑俳!（1997年（平成9年）4月20日放送）
7. 特典映像「なつかしのあの人編」
  - ご存知!鞍馬天狗登場!（1975年（昭和50年）7月6日放送）
8. 特典映像「爆笑かくし芸編」
  - 本格歌舞伎に挑戦!?（1978年（昭和53年）1月2日放送）
  - カルメン（1982年（昭和57年）12月4日収録・未放送）

1983年（昭和58年）1月3日放送「番組対抗かくし芸大会」にエントリーしていた収録作品だったが、三波急逝のため放送を見送ったもの。
  - 笑点メンバー マジックに挑戦!（1986年（昭和61年）12月28日放送）

1980年（昭和55年）～1987年（昭和62年）の年末と1990年（平成2年）～1996年（平成8年）の新春スペシャルまで、笑点メンバーがマジックに挑戦していた年1回の恒例のコーナーだった。
  - 円楽 バカ殿ダンス（1987年（昭和62年）1月3日放送「番組対抗かくし芸大会」）
  - 白鳥の湖（1979年（昭和54年）1月2日放送「番組対抗かくし芸大会」）

笑点はこの年、「白鳥の湖」で大賞を受賞。歌丸が最優秀個人賞として車を獲得した[3]。
9. 笑点オープニング集
1967年（昭和42年）笑点音頭から2001年（平成13年）大江戸すごろく編まで（歴代全部ではない。放送期間中にメンバーの変動があったものは、全部ではなくその中のひとつ）のオープニングアニメが収録されている。